# たこつぼ心筋症
たこつぼ心筋症（-しんきんしょう、takotsubo cardiomyopathy）とは、突然発症する左心室心尖部の一過性収縮低下をきたす心疾患のこと。突然の胸痛発作、呼吸困難、心電図変化、心臓壁運動異常などの症候を示す急性冠症候群(acute coronary syndrome: ACS)と極めて類似した発症形態であるものの、心冠動脈に有意狭窄が無く左室収縮不全を来すことが特徴。左室収縮末期像がたこつぼに似ていることから命名された。日本国外では、transient apical ballooning や stress cardiomyopathy ，broken heart syndrome と呼ばれることも多い。

## 基準
日本循環器学会による診断基準
- 心尖部のバルーニングを呈する原因不明の疾患で、左室は「たこつぼ」に類似する形態を呈する。多くの場合、1 か月以内に収縮異常は軽快する。左室が主に傷害されるが、右室に病変が及ぶこともある。左室流出路狭窄を呈することもある。脳血管疾患に伴い、たこつぼ型心筋症類似の病態を呈することもあるが、特発性たこつぼ型心筋症とは別個に取り扱う。

除外項目
- 冠動脈の有意狭窄病変の存在や冠攣縮（冠動脈造影検査が必要）
- 脳血管疾患
- 褐色細胞腫
- 心筋炎

## 疫学
高齢女性（閉経後女性）での発症が多い。性差は男:女=1:7である。局所麻酔下での外科手術の際や火傷に伴う発症の報告もある。また、ストレスが誘引となることがあるため(27.7%)、精神的なストレスが強い戦争、テロ、大規模被災地でしばしばみられる（新潟県中越地震や阪神・淡路大震災、東日本大震災での症例報告がある）。クモ膜下出血などの疾病に合併するものは36%、誘引不詳のものが28.5%と報告された。

## 病態
発症に関わるメカニズムは未解明であるが、ストレスなどによるカテコラミンなどの影響から、微小循環不全に陥りやすい心尖部の機能不全・収縮不全が一因ともいわれている。ノルアドレナリンによる心筋細胞内へのブドウ糖取り込み阻害も研究されている。

## 症状
- 突然発症の胸痛・呼吸困難で急性冠症候群・狭心症に類似した症状をきたす[10]。

## 検査
- 心電図 - ST上昇，T波陰転化（陰性T波）がみられることがある[3]。

aVRでST低下があり、かつV1でST上昇がみられないことは、たこつぼ心筋症診断の感度 91%、特異度 96%であった。心電図は狭心症・急性前壁梗塞・肺塞栓との鑑別に有用である。

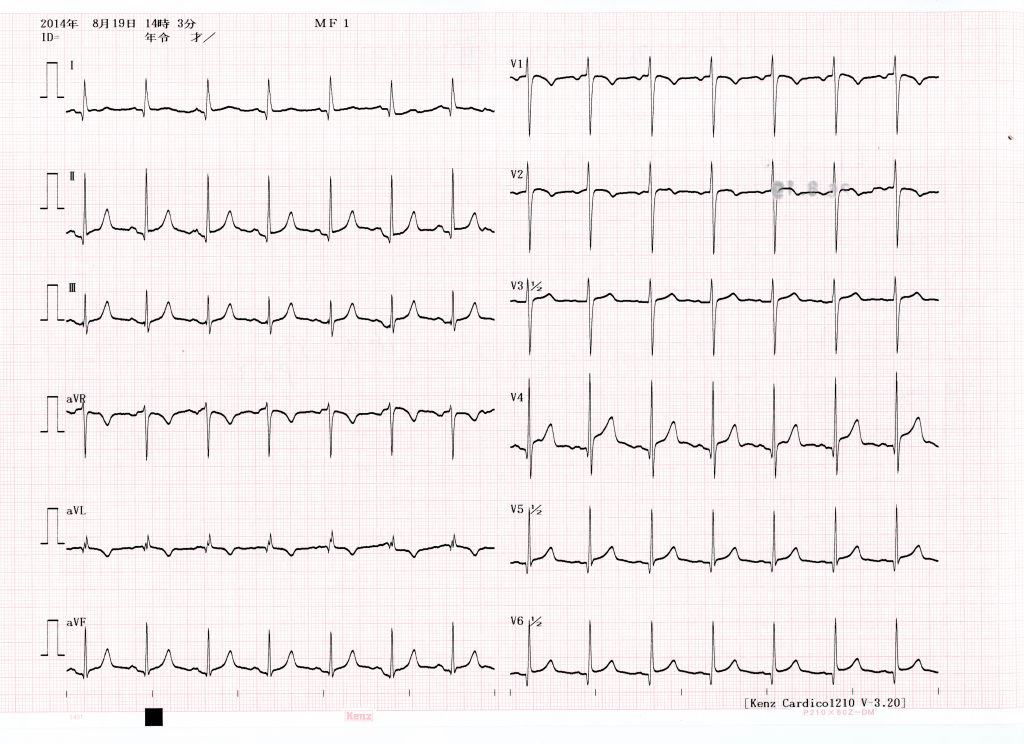
たこつぼ心筋症患者の心電図

- AST、ALT、LDH,CPK - 上昇することもある。
- トロポニンT - 陽性となることがある。
- 心臓カテーテル検査 - 狭心症・心筋梗塞などと鑑別診断をする上で最も重要な検査。
- 心エコー - 心筋の動きをリアルタイムに確認できる。
- MRI - 診断に有用との報告がある。[13]

## 予後
- 一般的には良好で、自然に軽快・治癒することも多い。
- 心原性ショック、心肺停止、心腔内血栓を形成するもの、再発するものなどもあるため、軽視はできない[6]。